# 高岡市立下関小学校
高岡市立下関小学校（たかおかしりつ しもぜきしょうがっこう）は、富山県高岡市にある公立小学校。1874年創立。
1874年2月に射水郡下関村（現在の高岡市定塚町）の常念寺の一角（精舎内）に「楽水小学校」として設立された。1896年4月13日に下関村会で小学校校舎新築が可決され、1901年12月3日に下関村布施35、36番地の1,800坪が小学校敷地として買収、1907年4月に去村一致で建設決議がなされ、1908年4月に起工式を挙行、同年12月19日に新校舎で授業が開始され、1909年10月25日の落成式が挙行された。現在読売新聞北陸支社がある場所である。
1913年には前田候爵からピアノが寄付され（富山県下唯一）、1925年10月25日には校旗が新調している。1931年12月5日に講堂兼屋内体操場が落成し、1932年10月11日には校舎増築が完了している。1941年4月1日には、校区変更により中川、古定塚地区の193名が高岡市立定塚国民学校へ転校した。1945年6月17日には軍隊に校舎の一部を貸与している。
1954年7月17日に校舎移転新築促進期成会が発足し、1956年10月26日より校舎第1期工事が開始され、1960年8月31日に八丁道沿いの現小学校地移転して木造平屋の旧校舎が落成した。1966年7月21日にはプールが竣工し、1968年6月1日には特殊学級が開設された。
1992年に瓦屋根の現校舎が建った（同年3月5日に完工式、なお、普通教室棟は1990年度に完成しており、入校式は特別教室、管理棟、給食室の完成に合わせて1991年10月28日に行われた）。大正15年（1926年）に入学した矢口洪一（元最高裁判所長官）は、平成2年2月最高裁長官を定年退官したあと、着用してきた法服と書を寄贈 している。

## 名称の変化
- 1874年 楽水小学校[1]
- 1875年 下関小学校（寺院・民家の関孝五郎宅に設置）[1]
- 1882年 是竟小学校[16]
- 1890年10月7日 下関簡易小学校および啓迪尋常小学校[17]
- 1892年6月24日 啓迪尋常小学校[18]
- 1892年10月1日 下関尋常小学校[18]
- 1914年9月 下関尋常高等小学校[5]
- 1925年8月1日 高岡市立下関尋常小学校[19]
- 1941年4月1日 下関国民学校（1943年4月1日に高等科併置）[8]
- 1947年4月1日 高岡市立下関小学校[10]

## 主な活動
あさがお運動 - 朝顔をイメージしている。
- あいさつ
- さそいあい
- がんばり
- おもいやり

空き缶ゴロゴロ運動
毎週水曜日、生徒が家庭から空き缶を回収し、お金に替えて学校で様々な遊び用具を買う。

## 特色
- グラウンドのトラックは1周200メートル。2000年完成。
- プールは屋外天候型。1997年完成。
- 3階建てで、多目的ホールや少人数教室もある。
- 1階には大ホールがある。

## 周辺
- 高岡駅南口から徒歩で行ける。
- 近くには、高岡市立芳野中学校が隣接している他、瑞龍寺と前田公墓所、繁久寺があり、学校とは八丁道で結ばれている。
- 南東部には高岡問屋センターがある。

## 著名な卒業生
- 矢口洪一（元最高裁判所長官）
- 辛光洙（北朝鮮工作員）